# Octhispa gibba
Octhispa gibba es una especie de insecto coleóptero de la familia Chrysomelidae.
Fue descrita científicamente en 1792 por Olivier.